# Palazzo Magistrale

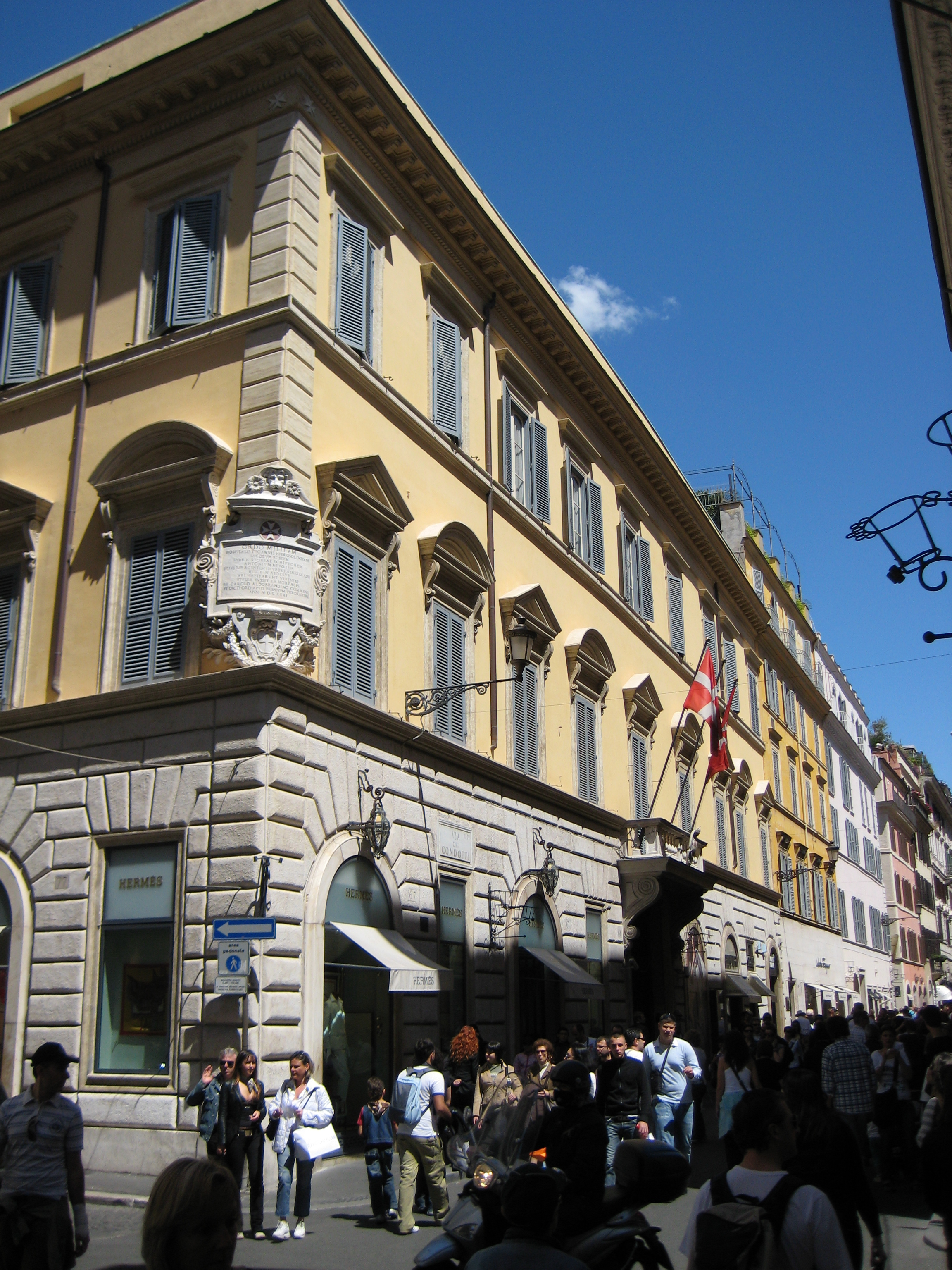
Vista do palácio na Via dei Condotti.

Palazzo Magistrale, conhecido como Palazzo Malta, Palazzo di Malta ou Palazzo dell'Ordine di Malta, é um palácio localizado no número 68 da Via dei Condotti, no rione Campo Marzio de Roma, a uns poucos metros da Scalinata di Spagna. É a mais importante das duas sedes da Soberana Ordem Militar de Malta (a outra é a Villa del Priorato di Malta), uma ordem religiosa católica soberana no direito internacional. Por conta disto, goza de direitos de extraterritorialidade segundo a lei italiana. É propriedade da ordem desde 1630.

## Contexto

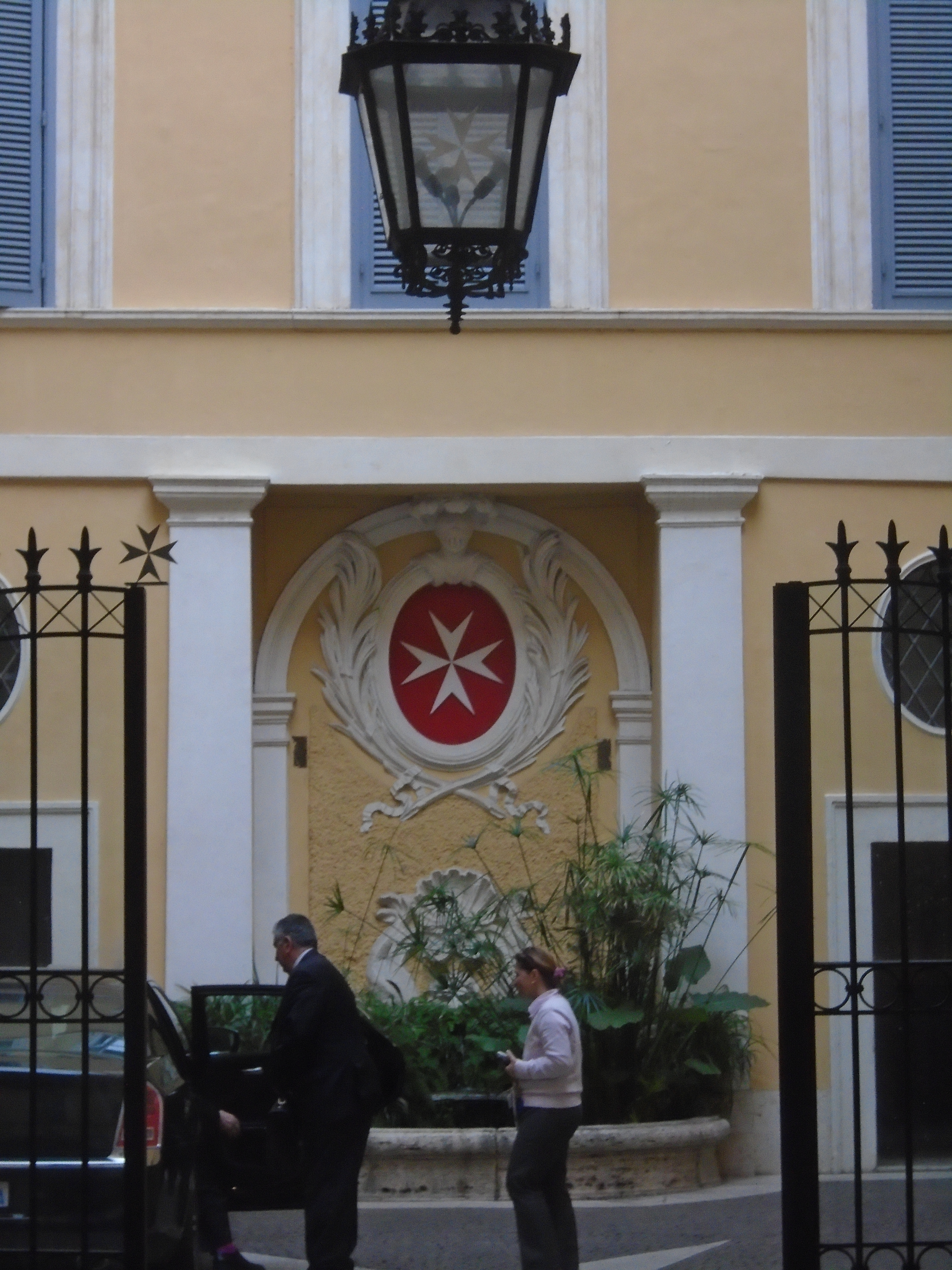
Detalhe da entrada.

Em 12 de junho de 1798, as forças da Primeira República Francesa, lideradas por Napoleão Bonaparte, capturaram a ilha de Malta, que era até então a base da Ordem de São João de Jerusalém, conhecida também como Ordem de Malta, depois de a ilha lhes ter sido concedida por Carlos V do Sacro Império Romano-Germânico em 1530. Napoleão deixou a ilha com uma considerável guarnição militar e sob uma administração escolhida a dedo. Depois de revolta maltesa, o Reino Unido capturou a ilha em 5 de setembro de 1800 e ela se tornou uma colônia britânica em 30 de março de 1814 pelos termos do Tratado de Paris.
Por conta disto, a Ordem de Malta foi deixada sem um território e acabou sendo debandada. Contudo, ela foi restaurada em 1834 sob o novo nome de "Soberana Ordem Militar Hospitalária de São João de Jerusalém de Rodes e de Malta" ou simplesmente "Soberana Ordem Militar de Malta" e sua nova sede foi estabelecida no Palazzo Malta. Em 1869, o palácio e a Villa del Priorato di Malta receberam direitos de extraterritorialidade. Atualmente a ordem é reconhecida por 107 países como uma entidade soberana independente, com relações diplomáticas mútuas estabelecidas.

## História
O edifício atualmente conhecido como Palazzo Malta foi adquirido no século XVI pelo arqueólogo italiano de origem maltesa Antonio Bosio, cujo tio era o embaixador da Ordem de São João junto à Santa Sé. Quando Bosio morreu, em 1629, ele deixou o edifício para a ordem e ele se tornou a residência oficial dos embaixadores malteses. Quando Carlo Aldobrandini se tornou embaixador, ele ampliou o edifício para as dimensões atuais.
Na década de 1720, o grão-mestre Antônio Manoel de Vilhena encarregou Carlo Gimach da restauração e da decoração do palácio, como revelam as cartas trocadas por ele com o embaixador da ordem em Roma, Giambattista Spinola. Entre as reformas estavam a adição de uma grande fonte no pátio interno. O edifício permaneceu como uma embaixada até que a mudança da própria ordem para lá em 1834.
O edifício foi extensivamente reformado entre 1889 e 1894, mas a maior parte das suas características originais foi mantida.

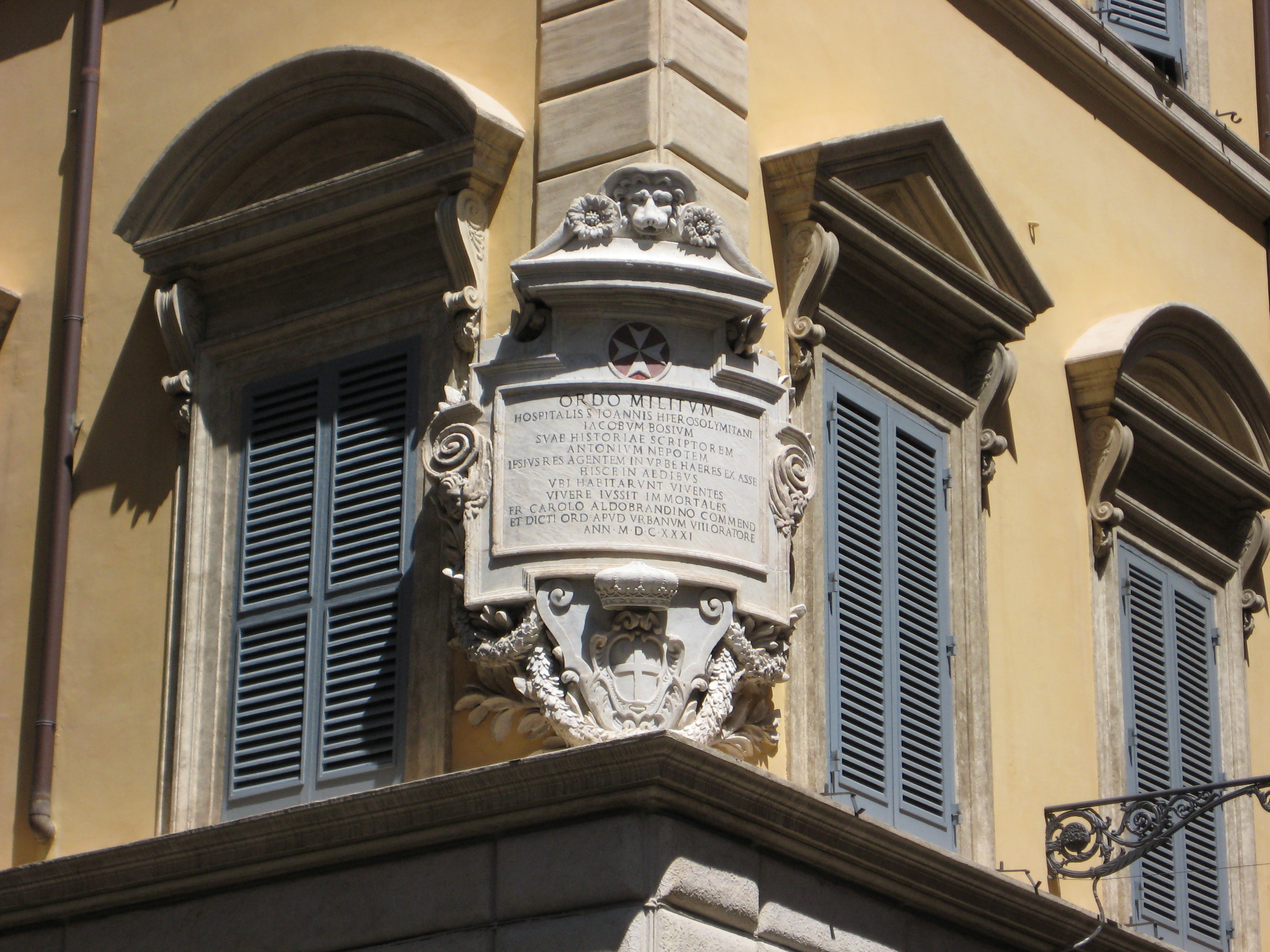
Placa comemorativa da Ordem.

Entre 11 de março de 2008 e janeiro de 2017, Fra' Matthew Festing, o 79º príncipe e grão-mestre da Soberana Ordem Militar de Malta, viveu no edifício. A maioria das atividades governamentais e administrativas da ordem também ocorre ali.

## Arquitetura
O edifício foi construído com blocos de silhares e está encimado por uma cornija com mísulas.